# PGC 6733
LEDA/PGC 6733, auch UGC 1290, ist eine spiralförmige Radiogalaxie vom Hubble-Typ Sbc im Sternbild Widder auf der Ekliptik. Sie ist schätzungsweise 609 Millionen Lichtjahre von der Milchstraße entfernt und hat eine Ausdehnung von etwa 185.000 Lichtjahren. Vom Sonnensystem aus entfernt sich das Objekt mit einer errechneten Radialgeschwindigkeit von näherungsweise 13.600 Kilometern pro Sekunde.
Im selben Himmelsareal befinden sich unter anderem die Galaxien NGC 673, NGC 683, PGC 212847, PGC 1400064.